# Servië en Montenegro op de Olympische Spelen
Servië en Montenegro was een van de landen die deelnam aan de Olympische Spelen. Na het uiteenvallen van Joegoslavië debuteerde Servië en Montenegro op de Zomerspelen van 2004. Twee jaar later, in 2006, kwam het voor het eerst uit op de Winterspelen. In 2007 splitste Montenegro zich af en nemen in het vervolg zowel Servië als Montenegro met een apart team deel aan de Spelen.
Hierdoor bleef de deelname van Servië en Montenegro beperkt tot de Zomerspelen van 2004 en de Winterspelen van 2006. Op de Zomerspelen won het twee medailles, op de Winterspelen geen een.

## Medailles en deelnames
De twee medailles werden in de schietsport en het waterpolo behaald. Jasna Šekarić won haar vijfde Olympische medaille, ze werd tweede bij de discipline luchtpistool. Eerder won ze op de OS van 1988 een gouden medaille op de discipline luchtpistool en een bronzen medaille op de discipline sportpistool als deelneemster van Joegoslavië. Later voegde ze hier op de OS van 1992 (als onafhankelijk deelnemer uitkomend) nog een derde medaille en op de OS van 2000 (voor Joegoslavië uitkomend) nog een vierde medaille aan toe, beide zilver op de discipline luchtpistool.
De tabel geeft een overzicht van de jaren waarin werd deelgenomen, het aantal gewonnen medailles en de eventuele plaats in het medailleklassement.
| Zomerspelen | Zomerspelen | Zomerspelen | Zomerspelen | Zomerspelen | Zomerspelen |        | Winterspelen | Winterspelen | Winterspelen | Winterspelen | Winterspelen | Winterspelen |
| Jaar        | Goud        | Zilver      | Brons       | Totaal      | Rang        | Jaar   | Goud         | Zilver       | Brons        | Totaal       | Rang         |              |
| 2004        | 0           | 2           | 0           | 2           | 61          | 2002   | -            | -            | -            | -            | -            |              |
| 2008        | -           | -           | -           | -           | -           | 2006   | 0            | 0            | 0            | 0            | -            |              |
| Totaal      | 0           | 2           | 0           | 2           |             | Totaal | 0            | 0            | 0            | 0            |              |              |
| Tot. Z+W    | 0           | 2           | 0           | 2           |             |        |              |              |              |              |              |              |

| Jaar | Sport       | Discipline   | Medaille | Winnaar        |
| ---- | ----------- | ------------ | -------- | -------------- |
| 2004 | Schietsport | Luchtpistool | Zilver   | Jasna Šekarić  |
| 2004 | Waterpolo   | Mannen       | Zilver   | Olympisch team |

Afghanistan · Albanië · Algerije · Amerikaans-Samoa · Amerikaanse Maagdeneilanden · Andorra · Angola · Antigua en Barbuda · Argentinië · Armenië · Aruba · Australië · Azerbeidzjan · Bahama's · Bahrein · Bangladesh · Barbados · België · Belize · Benin · Bermuda · Bhutan · Bolivia · Bosnië en Herzegovina · Botswana · Brazilië · Britse Maagdeneilanden · Brunei · Bulgarije · Burkina Faso · Burundi · Cambodja · Canada · Centraal-Afrikaanse Republiek · Chili · China · Chinees Taipei · Colombia · Comoren · Congo-Brazzaville · Congo-Kinshasa · Cookeilanden · Costa Rica · Cuba · Cyprus · Denemarken · Djibouti · Dominica · Dominicaanse Republiek · Duitsland · Ecuador · Egypte · El Salvador · Equatoriaal-Guinea · Eritrea · Estland · Ethiopië · Fiji · Filipijnen · Finland · Frankrijk · Gabon · Gambia · Georgië · Ghana · Grenada · Griekenland · Groot-Brittannië · Guam · Guatemala · Guinee · Guinee-Bissau · Guyana · Haïti · Honduras · Hongarije · Hongkong · Ierland · IJsland · India · Indonesië · Irak · Iran · Israël · Italië · Ivoorkust · Jamaica · Japan · Jemen · Jordanië · Kaaimaneilanden · Kaapverdië · Kameroen · Kazachstan · Kenia · Kirgizië · Kiribati · Koeweit · Kosovo · Kroatië · Laos · Lesotho · Letland · Libanon · Liberia · Libië · Liechtenstein · Litouwen · Luxemburg · Madagaskar · Malawi · Malediven · Maleisië · Mali · Malta · Marokko · Marshalleilanden · Mauritanië · Mauritius · Mexico · Micronesië · Moldavië · Monaco · Mongolië · Montenegro · Mozambique · Myanmar · Namibië · Nauru · Nederland · Nepal · Nicaragua · Nieuw-Zeeland · Niger · Nigeria · Noord-Korea · Noord-Macedonië · Noorwegen · Oeganda · Oekraïne · Oezbekistan · Oman · Oost-Timor · Oostenrijk · Pakistan · Palau · Palestina · Panama · Papoea-Nieuw-Guinea · Paraguay · Peru · Polen · Portugal · Puerto Rico · Qatar · Roemenië · Rusland · Rwanda · Saint Kitts en Nevis · Saint Lucia · Saint Vincent en de Grenadines · Salomonseilanden · Samoa · San Marino · Saoedi-Arabië · Sao Tomé en Principe · Senegal · Servië · Seychellen · Sierra Leone · Singapore · Slovenië · Slowakije · Somalië · Spanje · Sri Lanka · Soedan · Suriname · Swaziland · Syrië · Tadzjikistan · Tanzania · Thailand · Togo · Tonga · Trinidad en Tobago · Tsjaad · Tsjechië · Tunesië · Turkije · Turkmenistan · Tuvalu · Uruguay · Vanuatu · Venezuela · Verenigde Arabische Emiraten · Verenigde Staten · Vietnam · Wit-Rusland · Zambia · Zimbabwe · Zuid-Afrika · Zuid-Korea · Zuid-Soedan · Zweden · Zwitserland
Historische landen: Bohemen · Bondsrepubliek Duitsland · Brits-Indië · Duitse Democratische Republiek · Joegoslavië · Malaya · Nederlandse Antillen · Noord-Borneo · Noord-Jemen · Saarland · Servië en Montenegro · Sovjet-Unie · Tsjecho-Slowakije · West-Indische Federatie · Zuid-Jemen
Bijzondere deelnames: Onafhankelijke olympische atleten · Vluchtelingenteam 
 Australazië · Duits Eenheidsteam · Gemengd team · Gezamenlijk Team